# Alessandro Scarlatti
Alessandro Scarlatti (Palerm, Sicília, 2 de maig de 1660 – Nàpols, 24 d'octubre de 1725) fou un compositor barroc italià, especialment famós per les seves òperes i oratoris. Es considera el representant més important de l'escola d'òpera napolitana. Fou el pare de dos altres compositors, Domenico Scarlatti i Pietro Filippo Scarlatti.

## Vida
Scarlatti va néixer a Sicília, a Trapani o a Palerm. Sembla que fou alumne de Giacomo Carissimi a Roma, i se suposa que tenia alguna connexió amb Itàlia del nord, ja que les seves primeres obres mostren la influència de Stradella i Legrenzi.
Alessadro Scarlatti és una de les figures cimeres dintre de la tradició de la música instrumental, dedicà la major part de la seva carrera musical al teatre; creà, dintre d'aquest camp, més de cent vint obres, entre originals, reelaboracions de composicions d'altres autors (els anomenats pasticci, segons la terminologia de l'època) i revisions de les seves pròpies partitures. No obstant això, i encara que en menor quantitat, la música instrumental representa una part important del catàleg de Scarlatti. Quant a aquest gènere, molt aviat es col·locà a l'altura de compositors que no pertanyien a la seva generació, però eren coetanis seus. Els límits cronològics de la vida de Scarlatti són 1660 i 1725, a Palerm i Nàpols, respectivament; això ens indica que era un xic més jove que Corelli (1653-1713) i bastant més jove que Pasquini (1637-1713), dos compositors que desenvoluparen a Roma les seves respectives carreres instrumentals; el primer, dedicat als instruments de corda, i el segon, als de teclat, i tingueren relacions d'amistat i professionals amb Alessandro. Per altra banda, s'observa que Scarlatti fou major que la generació d'autors venecians especialitzats en el Concerto: Albinoni, Vivaldi o els germans Marcello, entre d'altres. Totes aquestes dades ens mostren amb força fidelitat la situació de la música instrumental en Scarlatti, repartida entre la modernitat i la tradició.
Scarlatti s'havia format en l'ambient de Roma. Per altra banda, estava força ocupat en la música teatral, el que endarrerí la seva entrada en el gènere instrumental. Aquest endarreriment, evidentment no influí en absolut en la qualitat de la seva producció. La vàlua de la música instrumental de Scarlatti es troba en la seva disposició arquitectònica, en l'efecte virtuós i en la intensitat lírica amb què emprava els elements d'un llenguatge musical subjecte a ràpides transformacions; aquests valors, malgrat tot, no anul·laven en cap cas els aspectes tradicionals. Segons s'indica en l'autògraf conservat en el British Museum de Londres, les Dodici Sinfonie de Concerto Grosso foren començades l'1 de juny de 1715, precisament quan el compositor estava en el punt culminant de la seva carrera. Scarlatti començà, doncs, a treballar en aquestes obres un any després d'haver aparegut la col·lecció dels dotze Concerti grossi, Op. 6 de Corelli, seria considerada modèlica quant a música per a conjunt instrumental de corda. Ensems havia aparegut ja la sèrie dels Concerti grossi, Op. 8 de Corelli. Era un moment que aquest gènere començava a abundar, perquè el 1711 aparegué L'Estro armonico, Op. 3 de Vivaldi i, l'any següent, la col·lecció dels dotze Concerts de La Stravaganza, Op. 4 del mateix compositor.
Scarlatti afrontà la música instrumental amb un endarreriment de quasi deu anys respecte als seus contemporanis, i inclús a la generació posterior a ell, representada per Vivaldi. Poden considerar-se d'aquesta mateixa època els dotze Concerts publicats a Londres el 1740, quinze anys després de la mort del compositor. En la presentació d'aquesta col·lecció hi cap una petita explicació del que es pot trobar en l'obra: una sèrie de Concerts en sis parts, per a dos violins i violoncel obbligato, amb dos violins més una viola i baix continu, composts per ell. Publicats sota llicència de S'ha Reial Majestat, Londres, imprès i enquadernat per Cooke en el Golden Harp, Newstreet Covent Garden. Com es pot veure, es tracta d'una sèrie de Concerts que segueixen el model barroc del concerto grosso, això és, composicions a dues parts, una solista (el concertino) formada per dos violins i violoncel i la part del tutti (el concerto grosso) constituïda per dos violins, i el baix continu. Aquesta última es limitava a un simple acompanyament o, en paraules de l'època, al ripieno.

## La flauta
Dintre de la música instrumental, Scarlatti dedicà un apartat a la flauta, per la que va compondre dues Suites, tres Sonates (conservades igualment en la col·lecció de l'abat Santini a Münster i altres set Sonates, reunides, junt amb altres d'altres autors, en un manuscrit datat el 1725. Sembla força clar que les dues Suites foren compostes el 1699, això és, en el període que Scarlatti va romandre a Nàpols durant la regència del virrei espanyol, el duc de Medinaceli Luis Francisco de la Cerda y Aragón. La seva estructura segueix de molt a prop a la de la sonata barroca per a instrument solista; és a dir, que es troba en aquestes una part important que seria la del solista (la flauta) i una part d'acompanyament que seria el baix continu. En canvi, les Sonates estan organitzades per a flauta solista, dos violins i baix continu, estructura que no té res en comú ni amb la Sonata per a solista ni amb la sonata a tre. Existeix una hipòtesi segons la qual aquestes Sonates, i sobretot les conservades en manuscrit, haurien de relacionar-se amb la visita de Johann Joachim Quantz a Itàlia. Burney comenta que Quantz visità Nàpols el 1725, on va poder saludar el seu compatriota Hasse, que llavors estudiava amb Scarlatti [...]. Quantz li preguntà a Hasse si li podia presentar el mestre, i aquell hi va accedir de seguida; però quan se li comentà a l'ancià compositor, aquest li digué:
| « | Fill meu, saps que detesto els instruments de vent; sempre estan desafinats. | » |

Malgrat tot, Hasse no parà d'insistir fins a assolir el consentiment sol·licitat. Durant la visita, Quantz afirma haver escoltat a Scarlatti al clavicèmbal, instrument que tocava molt bé, però sense l'habilitat del fill. Per altra banda, en la biografia del flautista, aquest afirma haver tocat junt a Scarlatti i què, finalment, el vell compositor li dedicà <un parell de soli per a flauta>.

## Domenico i Alessandro, dues personalitats sovint comparades
La narració d'un especialista ens introdueix en un fet interessant: la comparació entre Scarlatti pare i fill; no és el primer musicòleg que els parangona d'una forma clara. Aquest ha estat un fet constant i habitual en tots els biògrafs d'ambdós compositors. Inclús s'arribat a establir anàlisis de caràcter psicològic. Així, s'ha dit d'Alessandro, per exemple, que si les seves composicions instrumentals de l'últim període de la seva vida són per a teclat és perquè, el vell compositor, en un intent de comparar-se al seu fill, volia superar-lo. Els que se sumen a aquesta suposició es basen en els escrits pedagògics i en algunes comparacions didàctiques de Scarlatti, com són Regole per principianti, Varie partite obbligate al basso, Varie introduttioni per sonare e mettersi in tono delle compositione, Canone <<Tenta la fuga ma la tenta in vano>>, Canone a due voci, Quindici Fughe a due voci, Studio a 4 sulla nota ferma, Discorso sopra un caso particolare in arte. Però, certament, cal creure més oportú considerar aquests treballs com a fruit d'un interès per certs problemes referents a la ciència musical.
Per altra banda, i quelcom que refusa la tesi de la pugna entre pare i fill, la música de teclat d'Alessandro en cap cas pot relacionar-se amb la de Domenico, sinó més aviat amb la de Pasquini, compositor que, instal·lat a Roma, continuà la tradició de Frescobaldi (1583-1643) quant a la música per aquests tipus d'instrument. Dintre d'una perspectiva molt tradicionalista, s'han d'incloure les Sette toccate per cembalo, la Dieci partite sopra basso obbligato, les deu peces que comprenent el Primo e secundo libro de toccate, les Due sinfonie per cembalo, la Toccata per Studio di cembalo (que pot datar-se de 1716), a més d'altres Tocates i unes Variazioni sopra la <Follia>, que recorden a les que sobre el mateix tema col·locà Corelli a final del seu Op. 5.
Són aquestes composicions, doncs, una mescla de la forma arquitectural de Corelli i de l'estil contrapuntístic, sever i passat de moda, de Frescobaldi, el músic que començà la tradició de les obres per a orgue i clave del segle xviii italià. En aquest sentit, també és Scarlatti comparable a Johann Sebastian Bach, doncs ambdós volgueren trobar en la tradició els elements necessaris per a una solida i severa arquitectura musical, encara que, comparat amb la plenitud del gran mestre alemany, Escarlatina en la seva experiència roman a un nivell força inferior.

## Alessandro Scarlatti es dirigeix vers Roma
Un aspecte interessant del caràcter musical del compositor és el que es reflecteix, amb claredat, en les seves Cantates. Scarlatti volia expressar les passions i sentiments dels seus personatges mitjançant elements musicals; això implicava acudir a nous recursos harmònics i musicals. Contràriament al que es dona en les òperes de Scarlatti, en les que respecta el gust del públic en general, en les seves cantates (que se xifren en més de 200) emprà nous procediments, sobretot harmònics, per donar vida a aquest tipus d'obres minoritàries, que només interessaven als literats i persones cultes de l'època. Aquestes obres restaven compostes a base d'escenes en que intervenia, en la majoria dels casos, un sol personatge, l'argument del qual passava de l'idíl·lic al dramàtic per mitjà d'una sèrie de situacions convencionals. D'acord amb la terminologia de l'època, aquestes situacions convencionals eren anomenades affetti.
Aquest gènere no anava en cap cas dirigit al públic vulgar, sinó a un restringit cercle d'artistes i aristòcrates interessats per qüestions culturals i, concretament, per la literatura o la música. Aquestes agrupacions de persones distingides, interessades per aquest gènere musical, eren anomenades accademie, prenen el nom de l'homònima escola platònica. La més destacada d'aquestes reunions d'aristòcrates fou la cèlebre Arcadia, amb seu a Roma i de la que Escarlatina formà part activa. Aquestes accademie tenien lloc en els capanne, això és, en els palaus i en les llars dels mateixos acadèmics, la qual preocupació principal era la de fingir ser pastors dedicats a ocupacions amoroses o bucòliques. Una de les activitats d'aquestes acadèmies era la de llegir els poemes que alguns dels seus membres havien escrit. Sembla que mitjançant el mecenatge del Comte de Lemos, assití a aquestes reunions el joglar espanyol Lucas Ledesma.
No s'ha de confondre el gènere de cantates profanes, com les d'Escarlatina, amb les religioses, pròpies dels països germànics i que Johann Sebastian Bach portaria a les seves màximes conseqüències. La forma de la cantata italiana és més senzilla i consisteix en una successió, més o menys llarga, de recitatius i àries en un estil més proper a l'operístic que a la severitat religiosa alemanya. El nombre dels personatges que intervinent en aquestes composicions generalment no passen de tres o quatre, i l'acompanyament el porta a fi un clavicèmbal o un reduït conjunt de cordes.
Dintre de l'Arcadia, Escarlatina era conegut com a Trepandro, de la mateixa manera com Bernardo Pasquini canvià el seu nom pel de Protico i Arcangelo Corelli pel d'Arcomelo. Amb aquests dos compositors, més grans que ell, Scarlatti compartí, quant a la música instrumental, els ideals arcàdics d'un art reservat tan sols a una minoria. Tal fou, excepte en la música teatral, el caràcter del músic que imprimí una certa severitat als altres gèneres musicals als que es dedicà: el concert, la cantat, la música religiosa i el madrigal per a veus soles.

## Els mecenatges romans
Una personalitat musical com la de Scarlatti no es podia haver format en un ambient diferent a Roma o Nàpols, les dues ciutats on aquell desenvolupà majorment la seva carrera. En aquests dos llocs, la música, encara restava en mans dels mecenes, persones que pagaven per tenir la seva pròpia música. La presència d'aquests permetia al compositor situar-se per sobre dels gustos del públic i de la moda; no havia de compondre per agradar a la majoria, sinó tan sols a la persona que l'havia contractat. Això possibilitava la individualitat del músic.
Quan el 1672 Alessandro Scarlatti arribà a Roma, aquesta capital era el centre més il·lustre del país, i un dels més importants d'Europa. Scarlatti romandria a Roma fins al 1684. es diu que durant els primers anys en què Scarlatti restà a Roma, hauria estat deixeble del gran mestre Giacomo Carissimi (1605-1688). Es pot parlar d'una influència general d'aquest músic sobre Escarlatina. Però també sembla que el seu mestre fou, en realitat, un modest i obscur compositor anomenat Antonio Foggia, fill de Francesco (1604-1688), mestre de capella de Santa Maria Major. El que més li va poder interessar a Scarlatti d'Antonio Foggia és que, quan aquest fou nomenat ajudant del seu pare en la capella de Santa Maria Major, Esbalandro aconseguí el lloc de mestre de capella de San Girolamo della Carità, càrrec que fins llavors havia ocupat aquell. Aquest fou, als seus vint anys, el primer treball aconseguit per Scarlatti a Roma, encara que, mercès a la seva ambició, molt aviat entrà en el cercle dels grans mecenes de la música en la ciutat; La producció a Roma de la seva òpera Gli Equivoci que nell'amore (1679) li valgué la protecció de la reina Cristina de Suècia (que a l'època vivia a Roma) junt amb la d'altres mecenes com els cardenals Benedetto Pamphili i Pietro Ottoboni i el príncep Lorenzo Onofre Colonna i, es convertí en el mestre de capella de la reina de Suècia.

## Obligacions del mecenatge
Una de les activitats més importants que devien fer els músics al servei d'aquests mecenes era organitzar espectacles operístics, que, en la majoria dels casos, despertaven les ires del Papa i de la papa Innocenci XI (Benedetto Odescalchi), de mal nom <Papaminga> a causa del seu comportament no gaire inclinat a la benevolència. En particular, Innocenci XI era contrari als espectacles teatrals, Cúria, els quals, per a lluitar contra ells, iniciaven contundents campanyes de moralitat. Els era imprescindible, doncs, a aquests compositors posseir un poder suficient per a no témer els atacs del però això no incomodà en cap moment als mecenes romans, els quals representaven, en els seus palaus, constantment nous espectacles operístics. Mercès a això, a més d'estrenar la seva òpera Gli Equivoci que nell'amore a més d'altre gran nombre d'òperes en el transcurs dels quatre anys següents. Així mateix, tingué l'oportunitat de representar algunes obres pertanyents al gènere sacre; d'aquesta forma, s'interpretaren en l'Oratori del Crocifisso tres oratoris i una Passione secondo Giovanni, a més d'un altre oratori, Agar e Ismaele esiliati, executat el 1683, què, junt amb l'òpera Il Pompeo (estrenada en el mateix any), representen la culminació de la producció juvenil de Scarlatti. Ja a principis de la dècada dels vuitanta, Alessandro s'havia posicionat com un dels músics més destacats establerts a Roma i suscitat l'admiració i estima dels cardenals Pamphili i Ottoboni i, especialment de la reina de Suècia.
La reina, una autèntica amant del gènere operístic, no dubtà a desafiar constantment les ordres papals quant a les representacions teatrals i musicals, perquè no estava disposada a renunciar a les seves aficions artístiques, encara que li costés l'enemistat amb Innocenci XI.
Per portar a cap aquestes representacions se serví del seu home de confiança, el comte d'Alibert. Aprofitant la seva condició reial, la seva recent conversió al catolicisme i el seu fort caràcter, Cristina intentà imposar la seva voluntat en tota la capital italiana. Es diu que la monarca sueca assistí tres vegades a la representació de Gli equivoci nel sembiante i què, en una d'aquestes ocasions, es va lliurar una baralla entre els guardies papals, que custodiaven l'entrada del Col·legi Clementí, i els palafreners del cardenal Colonna, que formava part del seguici de la reina. Pel que sembla, l'actitud de la guardia del cardenal, enfront aquest fet, fou del tot despreocupada. Un cronista explica la situació: «És digne que se sàpiga que un compositor sicilià de música de la dita commedia té un notable prejudici amb la Cort del Vicari a causa d'un matrimoni portat a fi per la seva germana amb un clergue. Però la reina envià una de les seves carrosses a buscar-lo a fi que toqués a l'orquestra, quan el Cardinale Vicario estava també servint a sa Majestat».

## La família Scarlatti
Aprofitant aquesta referència a una germana de Scarlatti, cal fer un parèntesi i analitzar la situació familiar del compositor. Quan marxà de Palerm (on el cognom familiar era en realitat Scarlata i no Scarlatti, forma que adquirí posteriorment), el músic tenia dues germanes i quatre germans; els noms de les primeres eren Anna Maria i Menciora i els d'ells Vincenzo Placido, Francesco Antonio Nicola, Antonio Giuseppe i Tommaso, tots ells nascuts entre 1661 i 1672. foren els seus pares Pietro Scarlata i Eleonora d'Amato. Les dues germanes constituïren per Alessandro una verdadera font de preocupacions, a més d'una font d'escàndol públic. Anna Maria fou cantant, es casà amb un sacerdot secularitzat. Una vegada que hagué enviudat, es casà, en segones núpcies, amb Nicola Barbapiccola, un modest armador de bucs. Menciora, ensems, es casà amb el contrabaix Nicola Pagano. Les dues germanes, dintre l'ambient teatral de Nàpols, emprengueren activitats que no sempre resultaren clares del tot. Francesco fou un altre dels germans que també es dedicà a la música; portà a fi la major part de la seva carrera professional en la ciutat de Palerm.X
El febrer de 1684 fou nomenat mestre de capella del virrei de Nàpols, a través de la influència de la seva germana, una cantant d'òpera, amant d'un influent noble napolità. A Nàpols produí una sèrie considerable d'òperes, notables per la seva fluïdesa i expressivitat, així com música per a ocasions oficials.
El 1702 Scarlatti marxà de Nàpols i no hi retornà fins que la dominació espanyola del regne retornà als austríacs. En l'interval gaudí del patronatge de Ferran III de Toscana, per al teatre privat del qual, a prop de Florència, compongué òperes, i del cardenal Ottoboni, que el feu mestre de capella i li procurà un càrrec similar a la basílica de Santa Maria Maggiore a Roma. De l'abundant producció musical sacra i profana que va compondre en aquells 14 mesos de magisteri sobresurt una Messa per il Ss.mo Natale recentment descoberta per Eleonora Simi Bonini en els arxius de la basílica romana. Es tracta d'una gran missa polifònica escrita en el sever estil alla Palestrina per dos cors a nou veus, dos violins i orgue la primera interpretació de la qual va tenir lloc el dia de Nadal de 1707 i
probablement va servir com a targeta de presentació del músic de Palerm en els cercles artístics i musicals de l'estricta cort pontifícia.
Després de visitar Venècia i Urbino el 1707, Scarlatti prosseguí les seves obligacions a Nàpols una altra vegada, on romangué fins al 1717. Malgrat tot, en aquell moment la música napolitana triomfava més a Roma que no pas a Nàpols, i de fet fou al Teatro Capranica de Roma on produí algunes de les seves millors òperes (Telemaco, 1718; Marco Attilio Regolò, 1719; Griselda, 1721). A Roma també produí algunes bones mostres de música sacra, incloent-hi una missa per a cor i orquestra, composta en honor de Santa Cecília per al cardenal Acquaviva el 1721. La seva darrera obra de dimensions grans sembla haver estat una serenata inacabada per al matrimoni del príncep de Stigliano el 1723. Scarlatti morí a Nàpols el 1725.

## Obra musical
La música de Scarlatti forma un enllaç important entre l'estil vocal italià del primer barroc, amb els seus centres a Florència, Venècia i Roma, i l'escola clàssica del segle xviii. Les seves primeres òperes (Gli Equivoci nel sembiante, 1679; L'honestà negli amori, 1680; Pompeo, 1683 i altres fins aproximadament el 1685) manté les cadències més antigues en els seus recitatius, i una varietat considerable de formes curosament construïdes en les seves curtes àries, acompanyades a vegades per les cordes i a vegades només amb el baix continu o clavicèmbal sol. Pel 1686 havia establert definitivament la forma de l'«obertura a la italiana» i havia abandonat l'ària binària en dues estrofes a favor de la forma ternària o ària da capo. Les seves millors òperes d'aquest període són La Rosaura i Pirro e Demetrio (1694).
Des d'aproximadament el 1697 cap endavant (La caduta dei decemviri), influït en part potser per l'estil de Giovanni Bononcini i probablement pel gust de la cort virregnal, les seves àries d'òpera es tornen més convencionals, tot i així no sense brillantor (Eracles, 1700), utilitzant freqüentment oboès i trompetes. Malauradament les òperes compostes per a Ferran de Medici s'han perdut. Mitridate Eupatore, considerada la seva obra mestra i composta a Venècia el 1707, conté música molt més avançada que tot allò que Scarlatti havia escrit per a Nàpols, tant en la tècnica com en la teoria musical que hi ha al darrere. Les òperes napolitanes posteriors (L'amor volubile e tiranno, 1700; La Principessa fedele, 1712; Tigrane, 1715, etc.) són vistoses i efectives, més que emotives; la instrumentació marca un gran avenç sobre les obres prèvies, ja que l'acompanyament de la veu es dona a les cordes, mentre que el clavicèmbal es reserva per als ritornelli.
El seu últim grup d'òperes, compostes per a Roma, mostren un sentiment poètic més profund, un estil melòdic més profund, un sentit dramàtic considerable, especialment en els recitatius acompanyats, un recurs que ell ell mateix havia estat el primer a utilitzar, ja el 1686 (Olimpia Vendicata) i un estil molt més modern d'orquestració (per exemple, apareixen per primera vegada les trompes, tractades amb un efecte espectacular).
A més a més de les òperes, els oratoris (Agar ed Ismaele esiliati, 1684; Oratori de Nadal, c. 1705; San Filippo Neri, 1714 i molts d'altres) i les serenates presenten un estil molt similar. Scarlatti compongué més de cinc-centes cantates de cambra per a veu solista.